# Daniel Coit Gilman

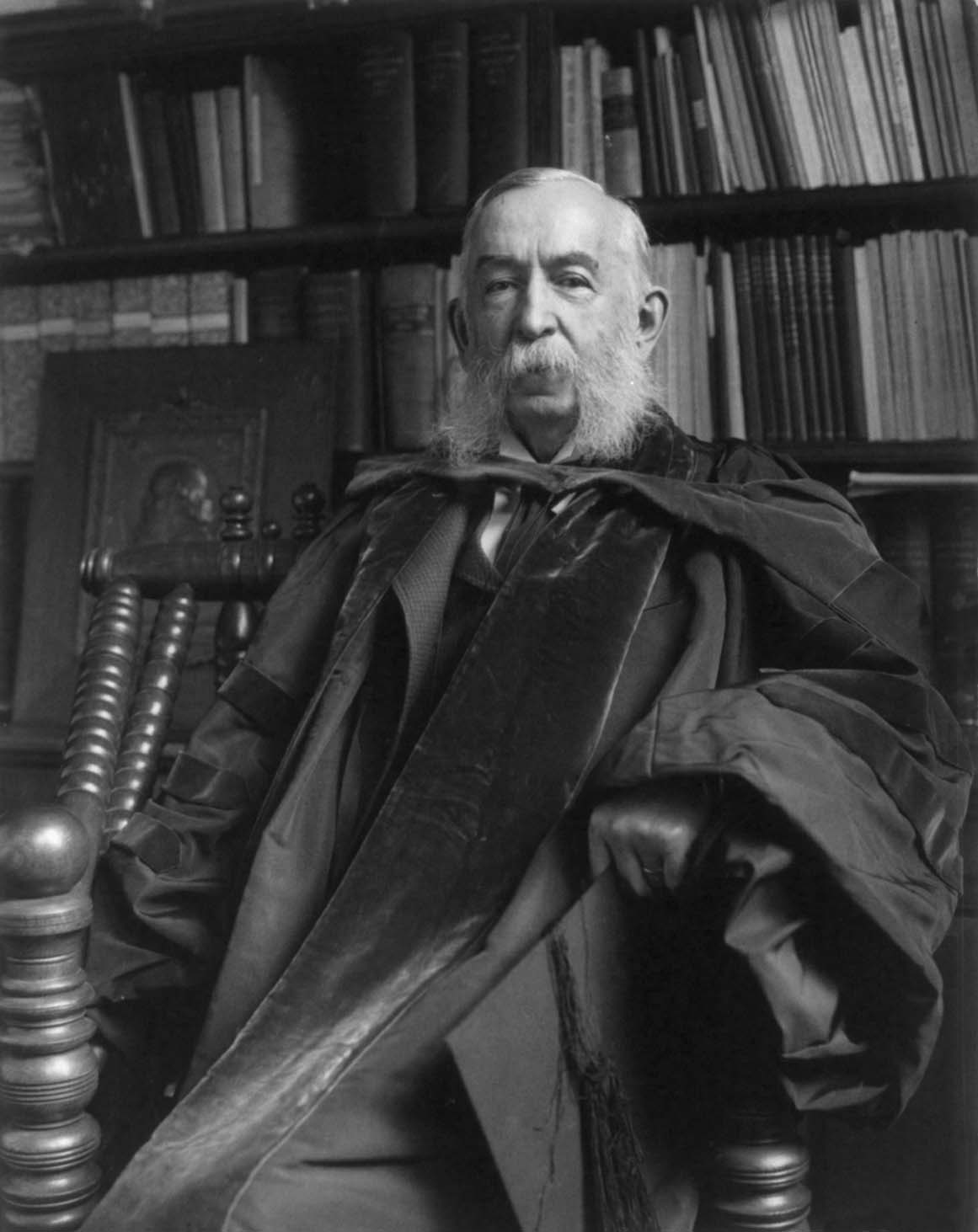

Daniel Coit Gilman (6 de julio de 1831-13 de octubre de 1908) fue un educador y académico estadounidense que tuvo un papel decisivo  en la fundación de la Sheffield Scientific School en Yale College y que posteriormente fue uno de los primeros presidentes de la Universidad de California, el primer presidente de la Universidad Johns Hopkins y presidente fundador del Carnegie Institution for Science. También fue cofundador de la Russell Trust Association, que administra los negocios de la sociedad secreta Skull & Bones de la Universidad de Yale. La toma de posesión de Gilman como presidente de Hopkins en 1876, cargo que desempeñó durante veinticinco años, es «tomada comúnmente como [el hecho] que marcó el punto de partida de la educación de postgrado en los Estados Unidos».

## Biografía

### Primeros años
Nació en Norwich, Connecticut, y fue hijo de William Charles Gilman, propietario del molino, y de su esposa Elizabeth. Su padre era descendiente de Edward Gilman, uno de los primeros pobladores de Exeter, Nuevo Hampshire. Daniel se graduó de la Universidad de Yale en 1852 con una licenciatura en geografía. En Yale fue condiscípulo de Andrew Dickson White, que más tarde serviría como el primer presidente de la Universidad de Cornell. Los dos eran miembros de la sociedad secreta Skull & Bones, además viajaron juntos a Europa después de la graduación y siguieron siendo amigos toda la vida. Gilman más tarde fundó la Russell Trust Association, la fundación detrás de Skull & Bones. Después de servir como agregado de la delegación de los Estados Unidos en San Petersburgo, Rusia, de 1853 a 1855, regresó a Yale y participó activamente en la planificación y recaudación de fondos para la fundación de la Sheffield Scientific School. Gilman tenía previsto entrar en el ministerio e incluso sacó una licencia para predicar, pero finalmente se asentó en una carrera educativa.

### Carrera
De 1856 a 1865, Gilman fue bibliotecario de la Universidad de Yale y también estaba relacionado con la mejora del sistema de escuelas públicas de New Haven. Cuando la Guerra Civil, Gilman se convirtió en sargento de reclutamiento para los «cadetes de Norton», un grupo de graduados y maestros de Yale que entrenaban en el New Haven Green bajo la supervisión de William Augustus Norton, profesor de Yale. En 1863, Gilman fue nombrado profesor de geografía en la Sheffield Scientific School y se convirtió en secretari y bibliotecario en 1866. Después de haber sido pasado por alto para la presidencia de la Universidad de Yale, para la que se decía que Gilman era el favorito de los profesores más jóvenes, renunció a sus puestos en 1872, para convertirse en el tercer presidente de la recién organizada Universidad de California. Su trabajo fue obstaculizado por la legislatura estatal. En 1875, Gilman aceptó el ofrecimiento de establecer y convertirse en el primer presidente de la Universidad Johns Hopkins.
Antes de ser formalmente instalado como presidente en 1876, pasó un año estudiando la organización universitaria y la selección de un personal excepcional de profesores y académicos. Su inauguración oficial, el 22 de febrero de 1876, se ha convertido en el «Día de Conmemoración de Hopkins», el día que muchos presidentes universitarios han elegido para ser instalados en el cargo. Entre los legendarios educadores que reunió para enseñar en la Universidad Johns Hopkins se encuentran el clasicista Basil Lanneau Gildersleeve, el matemático James Joseph Sylvester, el historiador Herbert Baxter Adams y el químico Ira Remsen. El interés primordial de Gilman fue el fomento de la instrucción superior y la investigación, y como presidente desarrolló la primera universidad de postgrado de Estados Unidos en la tradición alemana. El objetivo de la universidad de investigación moderna, dijo Gilman, era «ampliar, incluso por adiciones mínimas, el reino del conocimiento». En su discurso inaugural en Hopkins, Gilman preguntó: «¿Cuál es nuestro objetivo?». La respuesta, dijo, era «el fomento de la investigación [...] y el avance de los académicos de forma individual, que por su excelencia avancen las ciencias que persiguen y la sociedad en que viven».
Gilman también participó activamente en la fundación del Hospital Johns Hopkins (1889) y la Escuela de Medicina Johns Hopkins (1893). Fundó y fue durante muchos años presidente de la Organización de Caridad de Baltimore, en 1987, formó parte de la comisión que redactó una nueva constitución para Baltimore. A partir de 1896, fue miembro de la comisión estadounidense para resolver el límite divisorio entre Venezuela y la Guayana Británica. Gilman se desempeñó como miembro del consejo del John F. Slater Fund, además del Peabody Educaction Fund,

## Legado
El edificio académico original de la Universidad Johns Hopkins en el campus Homewood, Gilman Hall, fue nombrado en su honor. Una leyenda de la universidad dice que ningún edificio en el campus podrá ser superior a la altura de su campanario. En 1897, ayudó a fundar una escuela preparatoria denominada «The Country School for Boys» en el campus de la Universidad Johns Hopkins. Después de su reubicación en 1910, fue rebautizado en su honor y en la actualidad, Gilman School sigue siendo considerada entre las escuelas privadas de élite de Estados Unidos. 
En la Universidad de California, campus de Berkeley, Gilman Hall, también nombrado en su honor, es el edificio más antiguo de la Facultad de Química y fue seleccionado como «Hito Histórico en Química» por el National Historic Chemical Landmarks. En Berkeley, California, Gilman Avennue también fue nombrada en su honor. En la Universidad de California en San Diego, el Estacionamiento Gilman y la calle adyacente, Gilman Lane, también fueron nombrados en honor de Gilman. La casa de veraneo Daniel Coit Gilman, en Maine, fue declarada National Historic Landmark («Hito Histórico Nacional») en 1965. Gilman High School en Northeast Harbor, fue nombrado por Daniel Coit Gilman, quien participó activamente en los asuntos educativos locales, pero fue reconstruido y bautizado Mount Desert High School.

## Trabajos publicados
- Scientific Schools in Europe, Hartford, 1856
- A Historical Discourse Delivered in Norwich, Connecticut, September 7, 1859, at the Bi-Centennial Celebration of the Settlement of the Town, Boston, 1859
- The Library of Yale College: Historical Sketch, New Haven, 1860
- Our National Schools of Science, Cambridge, 1867
- Statement of the Progress and Condition of the University of California, Berkeley, 1875
- James Monroe in His Relations to the Public Service During Half a Century, 1776–1826, Boston, 1883
- The Benefits Which Society Derives from Universities, Baltimore, 1885
- An Address Before the Phi Beta Kappa Society of Harvard University, July 1, 1886, Baltimore, 1886
- Development of the Public Library in America, Ithaca, 1891
- Our Relations to Our Other Neighbors, Baltimore, 1891
- The Johns Hopkins University from 1873 to 1893, Baltimore, 1893
- Recollections of the LIfe of John Glenn Who Died in Baltimore, March 30, 1896, Baltimore, 1896
- University Problems in the United States, New York, 1898
- Democracy in America, Alexis de Tocqueville, introduction by Daniel Coit Gilman, New York, 1898
- The Life of James Dwight Dana, Scientific Explorer, Mineralogist, Geologist, Zoologist, Professor in Yale University, New York, 1899
- Memorial of Samuel de Champlain: Who Discovered the Island of Mt. Desert, Maine, September 5, 1604, Baltimore, 1904
- The Launching of a University and Other Papers, New York, 1906